# Campo do Tenente
Campo do Tenente este un oraș în Paraná (PR), Brazilia.